# Râul Valea Buțiului
Râul Valea Buțiului este un curs de apă, afluent al râului Luncoiu. 

## Hărți
- Harta județului Hunedoara
- Harta munții Apuseni
- Harta munții Bihor